# The Well (película de 1991)
The Well (en búlgaro, Kladenetzat) es una película dramática búlgara de 1991 dirigida por Docho Bodzhakov. La película fue seleccionada como la entrada búlgara a la Mejor Película Internacional en la 64.ª Premios de la Academia, pero no fue aceptada como nominada.

## Reparto
- Lyuben Chatalov como Bashtata
- Vania Tzvetkova como Uchitelkata / Dariya
- Petar Popyordanov como Sinat
- Boyan Kovachev como Sinat kato malak
- Daniela Vasileva como Dariya kato malka